# Love in Rewind
Love in Rewind – singel bośniackiego piosenkarza Dino Merlina napisany przez niego samego oraz wydany w lutym 2011 roku.
W 2011 roku utwór reprezentował Bośnię i Hercegowinę podczas 56. Konkursu Piosenki Eurowizji. 12 maja 2011 roku utwór został zaprezentowany przez Merlina jako pierwszy w kolejności w drugim półfinale konkursu i z piątego miejsca awansował do finału, w którym zajął ostatecznie szóste miejsce po zdobyciu łącznie 125 punktów w tym m.in. maksymalnych not 12 punktów od Austrii, Macedonii, Serbii, Słowenii i Szwajcarii.

## Nagrywanie
Sesja nagraniowa odbyła się w Long Play Studio w Sarajewie. Chórki nagrano w stołecznym studiu MGKS Studio BHRT, partie smyczkowe – w Studio 26 Radio Slovenija w Lublanie, dodatkowe partie wokalne – w Peer 97 Studio w Nowym Jorku, gdzie dokonano miksu singla, oraz Jork Studio w Dekani, gdzie dograno również sekcję gitar akustycznych. Mastering wykonano w nowojorskim studiu Masterdisk.

### Nagranie
W sesji nagraniowej singla wzięli udział:

- Dino Merlin – wokal prowadzący, kompozytor, autor tekstu, aranżer
- Aida Mušanović, Edvin Hadžić, Maya Sar, Rebecca Haviland – wokal wspierający
- Mahir Sarihodžić – aranżer, asystent producenta, fortepian, inżynier dźwięku
- Borjan Milošević, Gabriel Ogrin, Mitja Krze – inżynier dźwięku
- Adnan Mušanović, Enes Tvrtković – aranżer, asystent producenta
- Zdenko Ćotić – gitara akustyczna
- Amar Češljar – perkusja, instrumenty perkusyjne
- Dino Šukalo – gitara elektryczna, mandolina
- Oz Noy – gitara akustyczna, mandolina
- Muamer Đozo – bas elektryczny
- Mahir Sulejmanović – oklaski
- Tony Dawsey – mastering
- Dragan „Chach” Čačinović – miksowanie
- Nihad Krečo – fortepian
- Jasmin Sokolović – trąbka
- Orkiestra Symfoniczna Słoweńskiej Telewizji Publicznej

## Lista utworów
CD maxi-single
1. „Love in Rewind” – 2:57
2. „Love in Rewind” (Instrumental Version) – 2:57
3. „Love in Rewind” (Karaoke Version) – 2:57
4. „Love in Rewind/Sito” (Violin Version) – 3:01
5. „Love in Rewind/Sito” (Vocal Version) – 3:02
6. „Deset mlađa” – 5:45
7. „Nedostaješ” – 4:30
8. „Dabogda” – 3:58
9. „Idividualizam” – 4:16